# Johan Widmark
Erik Johan Widmark (født 26. august 1850 i Ljusdal, død 15. december 1909 i Stockholm) var en svensk læge.
Johan Widmark var søn af landshøvdingen Henrik Widmark og Maria Wåhlén. Widmark blev student i Uppsala i 1870, medicinsk kandidat samme sted i 1876, medicinsk licentiat ved Karolinska institutet i 1881 og medicinsk doktor i 1884, efter at han i 1883 havde udgivet afhandlingen Om jequirity-oftalmien. Han blev i 1884 udnævnt til docent i oftalmologi ved Karolinska institutet og forestod i 1888-91 undervisningen i øjensygdomme. Han blev i 1891 udnævnt til ekstraordinær professor i oftalmologi efter en skarp befordringsstrid, som på sin tid vakte meget stor opmærksomhed og som medførte ecklesiastikministeren Gunnar Wennerbergs afgang.
Widmarks målsætning var dels at give de kommende læger den ikke-ubetydlige viden i øjenlægekunsten, som i det tyndt befolkede Sverige krævedes selv af ikke-specialisten, dels at uddanne et så stort antal øjenlæger som muligt, og det havde han succes med. Han forsøgte også at intressere sina studerende for den betydningsfulde forskning, som han selv bedrev. På denne måde forstod han på udmærket vis at kombinere den kliniske iagttagelse med eksperimentelle undersøgelser og således sammenholde observationer, som fremkom ved anvendelse af meget forskellige metoder, til et hele.
Gennem sit arbejde med øjets bakteriologi i perioden 1883-85 blev han en af de første, som bearbejdede læren om øjensygdomme fra et bakteriologisk synspunkt, samt en af bakteriologiens foregangsmænd i Sverige. I nær tilknytning hertil står hans vigtige indlæg i diskussionen vedrørende førebyggelsen af den purulente øjeninflammation hos nyfødte i Sverige (1888, 1891, 1895). Øjet anatomi belyste han gennem sin undersøgelse af musculus dilatator pupillæ (1900). Meget vigtige bidrag til øjets fysiologi efterlod han gennem sit omfattende arbejde om lysets indvirken på øjets forreste medier, som så dagens lys i 1889 og som sammen med hans undersøgelser af samme strålers indvirken på huden (1889) åbenbarede den store indflydelse, som UV-stråling udøver på levende væv. Herigennem frembragte han det teoretiske fundament for anvendelsen af dissa stråler i terapeurisk øjemed. Til dette arbejde knyttede sig studier af øjenmediernes gennemtrængelighed af UV-strålning (1890), af det synlige spektrums grænse mod ultraviolet (1897), af UV-strålningens indvirken på linsen (1901) og af blændning af nethinden (1892). Bland hans rent kliniske arbejder bør særligt fremhæves redegørelser for resultaterne af stæroperationerne i hans klinik (1896), observationer af behandlingen af den sympatiske oftalmi (1908), erfaringer om øjensymptomer ved perifære trigeminus-affektioner (1889, 1891).
Hertil kommer betydningsfulde statistiske undersøgelser om blindhed i Norden (1899, 1906), om nærsynetheden i skolerne og dennes aftagende frekvens (1886, 1897, 1909) samt studier af årsagerne til arbejdsnærsynethed (1902) m.m. For at fremme samarbejdet mellem de nordiske øjenlæger etablerede han i 1888 sammen med Bjerrum "Nordisk oftalmologisk tidskrift", som dog ophørte i 1892. Senere (1898) begyndte han udgive de ved hans klinik udførte videnskabelige arbejder i en særlig publikation: "Mitteilungen aus der Augenklinik des Carolinischen medico-chirurgischen Instituts zu Stockholm", som han på sit dødsleje redigerade det 11. og sidste hæfte af. De af Widmark t.o.m. 1891 forfattede afhandlinger udgavs i tysk oversættelse med titlen "Beiträge zur Ophthalmologie". Widmark var en varm fædrelands- og idrætsven og idemanden bag oprettelsen af de Nordiske lege. Fra 1902 var han medlem af Vetenskapsakademien.